# Выход (организация)
ЛГБТK+ группа «Выход» (англ. Coming out) — организация, выступающая за равные гражданские права и принятие ЛГБТ-людей обществом. Появилась в апреле 2008 года как итог Недели против гомофобии в Санкт-Петербурге.
Группа была зарегистрирована в Министерстве юстиции России 21 января 2009 года, став первой ЛГБТ-организацией России, которой это удалось без суда.
В декабре 2021 года Министерство юстиции России объявило, что включило ЛГБТК+ группу «Выход» из Санкт-Петербурга в реестр незарегистрированных общественных объединений, выполняющих функции «иностранного агента».

## Цели группы
Главная цель «Выхода» — добиться на государственном и общественном уровне равных прав для каждой и каждого вне зависимости от секусальной ориентации и гендерной идентичности.
Сопутствующие цели организации:
- защита прав ЛГБТК+ сообществ и помощь квир-людям спокойнее жить в России.
- организация групп поддержки и индивидуальных консультаций с психологами, юристами, карьерными консультантами, равными консультантами по трансгендерным вопросам.
- помощь полиции в расследовании дел о дискриминации и насилии против квир-людей.
- защита квир-людей и организаций в судах.
- сбор реальной статистики о положении квир-людей в России и передача этой информации журналистам и международным правозащитным организациям.
- доступное информирование обо всем, что связано с сексуальной ориентацией, гендерной идентичностью и правами ЛГБТК+ сообществ в различных форматах:  в текстах и печатных публикациях, на прямых эфирах и на Квирфесте.

## Деятельность группы
2008:
- Oснование ЛГБТК+ инициативной группы «Выход» в Санкт-Петербурге.
- Первым событием стал «День молчания» 3 мая,  который проходил в рамках Дня молчания, посвящённого проблемам замалчивания дискриминации, физического и морального насилия, преступлений на почве ненависти и интолерантности к ЛГБТК+. Акция проходила в форме серии одиночных пикетов и широко освещалась СМИ.
- Следующим событием стал проведённый 17 мая «Мини-фест» — однодневный фестиваль лесби-гей культуры. Целью фестиваля была консолидация ЛГБТ-сообщества и борьба с внутренней гомофобией. Фестиваль посетило более 60 человек зрителей, для которых выступили Ольга Краузе, Марина Чен, Никита Подвысоцкий, группа «pinКот», а также травести-шоу от Babetta Dimanche, Кристины Фламинго и Алишер.
- Третьим мероприятием явилась международная конференция активистов ЛГБТК+ организаций стран северной и восточной Европы «На пути к нашей силе». Конференция была организована Шведской федерацией лесбиянок, геев, бисексуалов и трансгендеров (швед. RFSL), группа «Выход» выступала в качестве принимающей стороны.
- Кроме того, члены группы приняли участие в Мониторинге дискриминации по признаку сексуальной ориентации и гендерной идентичности, который проводится Российской ЛГБТ-Сетью совместно с МХГ. В рамках этого проекта осуществлялся сбор информации о фактах дискриминации, интервьюирование потерпевших и мониторинг СМИ Санкт-Петербурга.
- 25 июня стартовала акция по празднованию тридцатилетия радужного флага — был проведён семинар по истории ЛГБТК+. движения и его символики, выпущены юбилейные открытки с ЛГБТК+ флагом Петербурга.
- 11 октября впервые в России проведен «День каминг-аута» в рамках Международного дня каминг-аута, посвящённый вопросам каминг-аута ЛГБТК+, осмысления значения каминг-аута для ЛГБТК+ сообщества и общества в целом, поддержке тех, кто уже совершил или только собирается совершить каминг-аут.
- 8 ноября  стартовал новый проект группы — «КиноВыход», представляющий собой серию показов кинофильмов на ЛГБТ-тематику и последующих обсуждений тем, поднятых в этих фильмах.
- 20 декабря активисты группы поздравили с Новым Годом ВИЧ-инфицированных детей Санкт-Петербурга, передав собранные для детей игрушки, одежду, деньги.
2009:

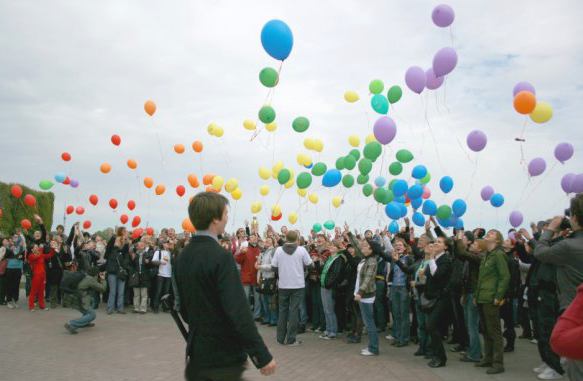
17 мая 2009 года. Радужный флешмоб в Санкт-Петербурге.

- 27 января опубликован «Региональный доклад по итогам мониторинга дискриминации по признакам сексуальной ориентации и гендерной идентичности в Санкт-Петербурге» за 2008, который проходил в рамках российского мониторинга, проводившегося Российской ЛГБТ-Сетью и Московской Хельсинкской группой.
- 25 и 26 апреля проведен День молчания, на акцию в Петербурге вышло около ста человек.
- 17 мая  в Международный день борьбы с гомофобией «Выход» организовал в Петербурге «Радужный Флешмоб», мероприятие по разным оценкам собрало от 100 до 250 человек и явилось, по мнению организаторов, самой массовой правозащитной акцией за всю историю России, посвященной проблеме ЛГБТ.
- С 17 по 27 сентября  при участии «Выхода» прошёл Международный фестиваль квир-культуры. Комитет по культуре Санкт-Петербурга оказал давление на запланированную площадку для «Квирфеста», из-за чего за день до мероприятия пришлось экстренно переносить его в другое место. В день фестиваля был испорчен баннер на выставке, а организаторы стали получать письма с угрозами.
- 31 октября «Выход» выступил в качестве одного из организаторов «Марша против ненависти», представители ЛГБТ составили примерно треть колонны, которая собрала общей сложностью по разным подсчётам от 150 до 400 человек.
2010:
- Большой резонанс вызвало проведение второго Международного квир-фестиваля:
- Комитет по культуре Санкт-Петербурга оказал давление на запланированную площадку для «Квирфеста», из-за чего за день до мероприятия пришлось экстренно переносить его в другое место. В день фестиваля был испорчен баннер на выставке, а организаторы стали получать письма с угрозами
- Продолжены проекты «КиноВыход»и «ИнфоВыход», адвокация и лоббирование прав ЛГБТК+, поддержан проект горячей линии доверия, по которой оказывается юридическая, психологическая помощь, а также другие консультации.
- Запущена программа «Родительский клуб» для родителей ЛГБТК+ людей
- Запущен проект «Движение ЛГБТ-родителей» для адвокации интересов ЛГБТК+ семей с детьми
.
2011:
- «Выход» начал 6 месячную кампанию против принятия законопроекта против «пропаганды гомосексуализма», налагающий штрафы за распространение информации об ЛГБТК+ людях, одобренного заксобранием Санкт-Петербурга. Группа добилась широкой поддержки СМИ, гражданского общества и Европарламента, а также 4 месяцев откладывания принятия законопроекта. Закон все же вступил в силу в 2012 году
- Запущена программа «Мониторинг дискриминации» о дискриминации ЛГБТК+ в Санкт-Петербурге
- Состоялся первый согласованный  «Радужный Флешмоб»
- Состоялась флешмоб кампании  "Вместе остановим гомофобный закон!" на Дворцовой площади
2012:
- «Квирфест» посетили дипломаты западных стран и представители аппарата Уполномоченного по правам человека в СПб
- «Выход» обжаловал закон «О пропаганде» в суде. Городской суд Санкт-Петербурга жалобу отклонил, Верховный суд РФ согласился с городским
- «Выход» представил российское ЛГБТК+ сообщество на прайде, прошедшем в Риге
- «Радужный флешмоб» был атакован радикальными православными и ультра правыми активистами, в участников флешмоба прыскали из перцового баллончика и стреляли из газового пистолета. Было разгромлено 2 автобуса с ЛГБТК+ активистами
2013:
- 19 июня 2013 года суд Санкт-Петербурга признал «Выход» «иностранным агентом» и оштрафовал группу на полмиллиона рублей. 25 июля того же года в Василеостровском районном суде «Выход» добился отмены ярлыка «иностранный агент».
- Возникают проблемы с согласованием акции «Радужный флешмоб», которые решаются в результате судов. Многочисленные угрозы и призывы к насилию не преуспевают в срыве митинга - он все же проходит 17 мая
- Участницы «Родительского клуба» вместе с журналистом Андреем Лошаком посетили прайд в Стокгольме и сняли фильм «Гордость и предубеждения» для телеканала Дождь
2014:
- Запущена программа «Стратегическое судопроизводство», занимающаяся ведением судебных дел ЛГБТК+ людей
- Самый сложный год для Квирфеста: площадки отказывали прямо в день мероприятия, гомофобные активисты во главе с депутатом Законодательного собрания Санкт-Петербурга В. Милоновым распылили газ в холле «Квирфеста» и поливали участников мероприятия зеленкой
2015:
- «Выход» направил в Министерство Здравоохранения России запрос о медицинских показаниях и условиях, которые должны выполняться для смены гендерного маркера в документах, в условиях отсутствия установленной формы справки.
- Программа мониторинга дискриминации начала работу по отслеживанию дискриминации и насилия в отношении ЛГБТК+ людей в повседневной жизни: на работе и учёбе, в медицинских учреждениях, в семье и т. д.
- Программа «ЛГБТК+ родители» переименована в «Радужные семьи». Добавились группы поддержки с психологом, загородные выезды для семей и праздники
- После проведения большого исследования потребностей ЛГБТК+ сообщества, запущена программа «Транс*миссия»
2016:
2016:
- Запущена программа «Расследования преступлений на почве ненависти» по отношению к ЛГБТК+ персонам.
- Запущено безопасное пространство «Квир-среда» для трансгендерных, небинарных и гендерно неконформных людей
- Запущено консультирование других ЛГБТК+ инициатив в России.
2017:
- «Транс*миссия» стала проводить консультации для трансгендерных людей и их близких, а также добилась от Минздрава изменений проекта приказа о новом порядке получения и новой форме “справки о смене пола», которая существенно усложняла бы процесс смены документов. В итоге приказ вступил в силу с существенными поправками.
- «Выход» добился возможности проведения публичных ЛГБТК+ акций в гайд-парках без согласования
- «Выход» первым в России начал оспаривать в суде увольнения трансгендерных женщин после смены гендерного маркера в документах, если их профессия была доступна для мужчин, но запрещена для женщин
- Состоялся юбилейный 10-й «Квирфест»
2018:
- Запуск программы карьерных консультаций для ЛГБТК+ персон.
2019:
- «Выход» совместно с другими правозащитными НКО собирал данные для доклада ОБСЕ о преступлениях на почве ненависти, который вышел в ноябре 2020 года.
- В день Прайда были задержаны 12 ЛГБТК+ активистов за одиночные пикеты, адвокат «Выхода» защищала всех задержанных
- «Выход» добился обвинительного приговора для гомофобов, избивших и ограбивших французских ЛГБТК+ туристов во время Чемпионата по футболу
2020:
- В августе «Выход» начал анонимное тестирование на ВИЧ и другие опасные инфекции в своём офисе.
- На время проведения Чемпионата Европы по футболу 2020, шесть матчей которого прошли в Санкт-Петербурге с 11 июня по 2 июля, «Выход» запустил горячую линию для ЛГБТК+ людей. ЛГБТК+ туристы в любое время суток могли связаться с юристами и психологами, столкнувшись с дискриминацией или насилием.
2021:
- В марте «Выход» передал независимому эксперту ООН по сексуальной ориентации и гендерной идентичности доклад, в котором говорится о том, как власти России относятся к вопросам гендера и правам ЛГБТК+ людей.
- В апреле «Выход» передал информацию о случаях нарушения прав ЛГБТК+ в России в Бюро по демократическим институтам и правам человека, один из институтов ОБСЕ.
- «Выход» отреагировал на серию скандалов, связанных с гомофобным поведением водителей российских служб агрегаторов такси. Активисты распространили карточки с несложными правилами поведения для водителей такси и попросили пассажиров рассказать истории о том, с каким неэтичным поведением со стороны таксистов им приходилось сталкиваться.
- В июле в Санкт-Петербурге и Ленинградской области «Выход» провел опрос, посвященный потребностям ЛГБТ-людей.
- Минюст РФ объявил «Выход» «иностранным агентом»
2022:
-  В целях безопасности «Выход» релоцировал команду в Европу, но продолжает работу с аудиторией, остающейся в России
- Проведен первый онлайн «Квирфест»
- Запущена группа поддержки для ЛГБТК+ эмигрантов
- Проведено исследование среди ЛГБТК+ людей, эмигрировавших из России после начала войны в Украине.
- Создан собственный курс по транс*инклюзивности для НКО и бизнеса. Также разработан учебный курс по равному консультированию для транс*персон.
- Запущены курсы обучения сервисов по подбору психологов работе с ЛГБТК+ клиентами.
- Выход запустил англоязычные страницы в Instagram и Linkedin и начал собирать пожертвования от физических лиц среди иностранной аудитории. 

### 2023
- 17 мая – совместно с фондом «Сфера» опубликован доклад о положении ЛГБТК+ в России за 2023 год по опросу 4 701 респондента, выявлен рост насилия, дискриминации и стресса.
- 30 ноября – Верховный суд РФ признал «международное движение ЛГБТ» экстремистским; с этого момента активисты и участники сообщества подвергаются уголовным преследованиям.
- 24 июля – вступил в силу закон о запрете трансгендерного перехода; «Выход» выступил с критикой нормативных ограничений.

### 2024
- В апреле Выход впервые опубликовал публичный отчет о своей деятельности, согласно которой объем работы значительно вырос, а бюджет увеличился в 2 раза.
- 1 мая 2024 - исполнительным директором Выхода стал Денис Олейник.
- 2024 – зафиксирован рост психологических обращений к «Выходу» почти на 20 %, из них количество запросов по гомофобии/трансфобии увеличилось с 43 до 85.

### 2025
- 17 мая - ко дню борьбы с гомофобией и трансфобией (IDAHOBIT day) Выход совместно с фондом "Сфера" выпустил ежегодный отчет положения ЛГБТК+ людей в России за 2024 год, собрав рекордные 6,500 ответов. Информационная кампания посвященная распространению доклада собрала более 1,700,000 просмотров на партнерских площадках, таких как Дождь.ТВ, Можем объяснить, Ходорковский.Live, Медиазона и тд.